# Teatrodante Carlo Monni
Il Teatrodante Carlo Monni si trova nel centro della città di Campi Bisenzio, proprio di fronte al Palazzo Comunale, nella piazza dedicata al grande poeta fiorentino.
Il teatro nacque intorno al 1870, quando l'amministrazione comunale del tempo si dichiarò disposta a cedere a titolo gratuito un lotto dei terreni acquistati dalla famiglia Benini ad una società che si fosse impegnata alla costruzione di un teatro. La cittadina non aveva mai avuto una simile struttura, salvo una piccola costruzione in legname che doveva trovarsi dove ora sorge la Sala Consiliare e questa mancanza era particolarmente sentita negli anni del massimo splendore della musica lirica italiana.
Nel 1871 alcuni cittadini benestanti campigiani, sotto l'egida del conte Giovanni Rucellai, si unirono per fondare l'Accademia dei Perseveranti, una società avente come scopo la costruzione del teatro e di cui furono vendute rapidamente le azioni. Il comune, aderendo all'iniziativa, volle assicurarsi il "palco reale" per le proprie manifestazioni. Il progetto dell'opera fu affidato all'architetto campigiano Mariano Falcini che rispolverò un suo vecchio progetto per un teatro di Alessandria d'Egitto. La costruzione procedette comunque rapida ed il teatro, dedicato al massimo poeta italiano, venne inaugurato già nel 1873.
Il Teatro Dante si fece ben presto un'ottima reputazione tra i teatri della Toscana per la qualità delle rappresentazioni e degli artisti che vi calcavano le scene, tanto che Campi venne soprannominata "la piccola Parma" e il suo pubblico di appassionati era noto per la sua esigenza: rimasero celebri alcune contestazioni verso artisti che non ne avevano soddisfatto le aspettative (addirittura un cantante fu rincorso fino a Peretola). Sulle scene del Dante fecero il loro debutto alcuni cantanti lirici campigiani destinati a fulgide carriere nei maggiori teatri italiani ed esteri come il tenore Gino Fratesi, il basso Ugo Novelli e il baritono Rolando Panerai.
Il teatro si conservò nelle sue forme originali, con la classica struttura ottocentesca a palchi, fino al 1938, quando fu sottoposto ad alcune modifiche atte a permetterne l'uso anche come sala cinematografica. Nel 1952 il teatro venne sottoposto ad un vero e proprio scempio, che portò alla distruzione dei palchi e degli arredi interni ed alla sua trasformazione in semplice cinema. Da questa data, dell'originaria costruzione rimase solo la facciata.
La carriera del cinema Dante durò fino agli anni settanta del XX secolo, quando con la crisi del cinema esso vide sempre di più la propria programmazione dedicata ai film a luci rosse; alla fine degli anni ottanta l'amministrazione comunale cercò di risollevarne le sorti impegnandosi a favorire la proiezione di prime visioni ma senza successo. Il cinema chiuse così i battenti e rimase in stato di abbandono fino alla fine del secolo, quando fu acquistato dall'amministrazione comunale per essere restaurato e riportato agli antichi splendori. Fu elaborato un progetto di ripristino molto moderno e iniziati i lavori, terminati ad inizio 2007. L'amministrazione comunale, che ideò e lanciò la vendita di azioni ai cittadini per finanziare il restauro, nominò Alessandro Benvenuti primo direttore artistico del teatro, la cui riapertura avvenne il 9 febbraio 2007. Nel maggio 2014 il teatro è stato intitolato all'attore campigiano Carlo Monni ed ha assunto il nuovo nome di Teatrodante Carlo Monni.